# Agrostis tandilensis
Agrostis tandilensis är en gräsart som först beskrevs av Carl Ernst Otto Kuntze, och fick sitt nu gällande namn av Parodi. Agrostis tandilensis ingår i släktet ven, och familjen gräs. Inga underarter finns listade i Catalogue of Life.